# Торніке Шенгелія
Торніке «Токо» Шенгелія (груз. თორნიკე შენგელია; нар. 5 жовтня 1991) — грузинський професійний баскетболіст клубу «Віртус» з італійської серії А та Євроліги. Гравець збірної Грузії. 2018 року був учасником першої команди всіх зірок Євроліги.

## Професійна кар'єра

### Рання кар'єра
У 2008—2010 роках грав за «Валенсію» та її юніорську команду «Валенсія Санні Делайт». 2010 року підписав контракт зі «Спіру Шарлеруа» з Бельгії, який пізніше віддав його в оренду «Верв'є-Пепінстер» на сезон 2010/2011. У серпні 2011 року оголосили, що він гратиме за «Спіру Шарлеруа» у сезоні 2011/2012.

### «Бруклін Нетс» (2012—2014)
Обраний під 54-м номером на драфті НБА 2012 року командою «Філадельфія Севенті Сіксерс». Його обміняли в «Бруклін Нетс». У липні 2012 року приєднався до «Нетс» для участі в Літній лізі НБА. У 5 матчах набирав у середньому 10,2 очка та 3,6 підбирання за гру.
24 липня 2012 року підписав контракт з «Нетс». Під час першого і другого року кілька разів виступав за «Спрінгфілд Армор» Джи-ліги НБА.

### «Чикаго Буллз» (2014)
21 січня 2014 року обміняний в «Чикаго Буллз» на Маркіза Тіга. 14 квітня 2014 року «Буллз» відмовилися від нього.

### «Басконія» (2014—2020)
21 червня 2014 року підписав трирічний контракт з «Басконією».
1 березня 2015 року баскське дербі з «Більбао» завершилося бійкою, після якої гравця «Більбао» Деяна Тодоровича та Шенгелію дискваліфікували, а 12 гравців видалали через появу на майданчику під час бійки. У матчі перемогла «Більбао» з величезним відривом.
Іспанська баскетбольна асоціація оголосила, що ця бійка матиме серйозні наслідки та санкції, і буде обговорювати з Іспанською федерацією баскетболу щодо зміни дисциплінарних правил. 5 березня ліга тимчасово відсторонила Тодоровича і Шенгелію до остаточного вирішення справи.
Обидва клуби погоджувались з санкціями, застосованими 2004 року, після бійки між «Реалом Мадрид» й «Естудіантесом». 11 березня дисциплінарний суддя постановив дискваліфікувати Шенгелію на п'ять матчів, Тодоровича — на чотири, а гравця «Більбао» Дайріса Бертанса і братів з «Басконії» Мамаду й Ілімана Діопа оштрафувати на 3000 євро.
7 червня 2017 року підписав трирічний контракт з «Басконією». Упродовж 33 ігор Євроліги набирав у середньому 13,7 очка, 6,1 підбирання та 2,2 передачі за гру. У травні 2018 року розглядався як учасник команди всіх зірок Євроліги сезону 2017/2018. 24 травня 2018 року посів друге місце після Луки Дончича в голосуванні за найкориснішого гравця сезону в Лізі Іспанської баскетбольної асоціації. 19 серпня 2018 року підписав чотирирічний контракт з «Басконією» до 2022 року.

### «ЦСКА» (2020—2022)
9 липня 2020 року підписав трирічний контракт з російським клубом «ЦСКА».
26 лютого 2022 року розірвав контракт на знак протесту проти вторгнення Росії в Україну. Він сказав: «Я приймаю це рішення на знак протесту проти вторгнення Росії в Україну. Я не вважаю можливим продовжувати грати за червоноармійський клуб». Скорочена назва ЦСКА — Центральний спортивний клуб армії. Команда звинуватила його й інших у порушенні контрактів; однак, оскільки РФ відсторонена від Євроліги та ФІБА, «ЦСКА» не може подати жодних судових позовів.

### «Віртус» (2022 –)
7 березня 2022 року уклав угоду з італійським клубом «Віртус» до кінця сезону. Після поразок команд «Літкабеліс», «Ратіофарм» та «Валенія» у перших трьох раундах плей-оф, 11 травня 2022 року «Віртус» переміг турецький «Бурсаспор» з рахунком 80:67, вигравши свій перший Єврокубок й кваліфікувавшись до Євроліги вперше за останні 14 років. Попри завершення регулярного сезону на першому місці та здолавши «Вікторію Лібертас» і «Дертону» з рахунком 3–0 в перших двох раундах плей-оф, «Віртус» зазнав поразки в національному фіналі від міланської «Олімпії».
13 вересня підписав дворічну угоду з «Віртусом» до червня 2024 року. 29 вересня 2022 року, перемігши «Олімпію» у півфіналі, «Віртус» виграв свій третій Суперкубок, перемігши сассарську команду «Динамо» з рахунком 72:69 і здобувши кубок 2021 року. Проте через травму плеча пропустив Чемпіонат Європи з баскетболу 2022 року. «Віртус» завершив сезон Євроліги на 14-му місці, тому не потрапив до плей-оф. Крім того, команда зазнала поразки у фіналі Кубка Італії з баскетболу від «Брешії». У червні, перемігши з рахунком 3–0 «Бріндізі» та «Тортону», «Віртус» зазнав поразки від міланської «Олімпії» з рахунком 4–3 у національному фіналі після серії, яку багато хто вважав однією з найкращих за останні роки італійського баскетболу.
24 вересня 2023 року, перемігши міланську «Олімпію» у півфіналі, «Віртус» виграв свій четвертий Суперкубок і третій поспіль, перемігши «Брешію» з рахунком 97:60. Шенгелію визнали найціннішим гравцем турніру.

## Кар'єра у національній збірній
Гравець збірної Грузії. У складі Грузії грав на Євробаскеті 2011 року, Євробаскеті 2015 року та Євробаскеті 2017 року.
У лютому 2023 року був ключовим гравцем у складі збірної Грузії, яка кваліфікувалася на перший в історії команди чемпіонат світу 2023 року.

## Кар'єрна статистика
Зауважте: Євроліга не є єдиним змаганням у якому гравець бере участь упродовж сезону, він також грає в домашніх змаганнях.

### НБА

#### Регулярний сезон
| Сезон   | Команда | GP | GS | MPG | FG%  | 3P%  | FT%  | RPG | APG | SPG | BPG | PPG |
| ------- | ------- | -- | -- | --- | ---- | ---- | ---- | --- | --- | --- | --- | --- |
| 2012    | Бруклін | 19 | 0  | 4.9 | .435 | .500 | .563 | 1.2 | .2  | .2  | .1  | 1.6 |
| 2013    | Бруклін | 17 | 0  | 8.1 | .458 | .000 | .375 | .8  | .7  | .1  | .1  | 1.5 |
| 2013    | Чикаго  | 9  | 0  | 1.9 | .500 | .000 | .000 | .2  | .2  | .1  | .0  | .4  |
| Карʼєра |         | 45 | 0  | 5.5 | .451 | .125 | .500 | .9  | .4  | .1  | .1  | 1.3 |

### Євроліга
| * | Очолив лігу |

| Рік       | Команда        | GP  | GS  | MPG  | FG%  | 3P%  | FT%  | RPG | APG | SPG | BPG | PPG  | PIR  |
| --------- | -------------- | --- | --- | ---- | ---- | ---- | ---- | --- | --- | --- | --- | ---- | ---- |
| 2011/2012 | Спіру Шарлеруа | 9   | 9   | 20.6 | .500 | .286 | .682 | 4.3 | 1.0 | .3  | .1  | 8.3  | 7.1  |
| 2014/2015 | Басконія       | 24  | 23  | 21.6 | .439 | .229 | .820 | 4.8 | .8  | .6  | .7  | 9.5  | 10.3 |
| 2015/2016 | Басконія       | 9   | 7   | 19.2 | .561 | .500 | .682 | 3.8 | 1.2 | .8  | .6  | 9.1  | 10.4 |
| 2016/2017 | Басконія       | 24  | 13  | 20.8 | .511 | .542 | .778 | 4.1 | 1.4 | .8  | .3  | 10.8 | 12.0 |
| 2017/2018 | Басконія       | 33  | 17  | 25.5 | .569 | .326 | .681 | 6.1 | 2.2 | .8  | .5  | 13.7 | 18.2 |
| 2018/2019 | Басконія       | 20  | 15  | 24.2 | .503 | .393 | .529 | 4.3 | 1.6 | 1.1 | .6  | 11.4 | 13.0 |
| 2019/2020 | Басконія       | 28* | 28* | 30.4 | .533 | .391 | .769 | 5.6 | 2.9 | 1.0 | .5  | 15.9 | 18.5 |
| 2020/2021 | ЦСКА           | 37  | 35  | 24.9 | .455 | .315 | .651 | 4.9 | 2.3 | 1.2 | .2  | 11.2 | 12.1 |
| 2021/2022 | ЦСКА           | 15  | 13  | 24.8 | .474 | .341 | .733 | 4.7 | 2.5 | .9  | .3  | 12.7 | 14.1 |
| 2022/2023 | Віртус         | 23  | 17  | 22.6 | .484 | .462 | .753 | 3.1 | 3.1 | .9  | .4  | 9.4  | 11.5 |
| 2023/2024 | Віртус         | 33  | 31  | 27.4 | .491 | .255 | .788 | 5.0 | 3.3 | 1.0 | .2  | 14.5 | 17.4 |
| Карʼєра   | Карʼєра        | 255 | 208 | 24.6 | .496 | .341 | .715 | 4.8 | 2.2 | .9  | .4  | 12.0 | 14.0 |

### Внутрішні ліги
| Season    | Team             | League       | GP | MPG  | FG%  | 3P%  | FT%  | RPG | APG | SPG | BPG | PPG  |
| --------- | ---------------- | ------------ | -- | ---- | ---- | ---- | ---- | --- | --- | --- | --- | ---- |
| 2008/2009 | Валенсія         | ACB          | 6  | 10.5 | .620 | .000 | .800 | 1.7 | .5  | .5  | .2  | 3.3  |
| 2009–10   | Валенсія         | EBA          | 21 | 29.5 | .539 | .290 | .481 | 8.0 | 1.9 | .9  | 1.0 | 15.7 |
| 2010–11   | Пепенстер        | BLB          | 32 | 17.0 | .511 | .130 | .750 | 4.1 | .5  | .8  | .3  | 6.5  |
| 2011–12   | Спіру            | BLB          | 29 | 18.4 | .494 | .279 | .628 | 4.8 | 1.1 | 1.1 | .3  | 8.8  |
| 2012–13   | Спрінгфілд Армор | NBA D-League | 10 | 36.6 | .581 | .366 | .675 | 8.2 | 4.0 | 2.3 | 1.0 | 24.3 |
| 2013–14   | Спрінгфілд Армор | NBA D-League | 4  | 27.3 | .615 | .200 | .818 | 5.0 | 1.5 | .5  | 1.3 | 13.3 |
| 2014–15   | Басконія         | ACB          | 31 | 20.3 | .532 | .362 | .804 | 4.0 | 1.0 | .5  | .4  | 10.1 |
| 2015–16   | Басконія         | ACB          | 19 | 17.0 | .580 | .300 | .750 | 3.6 | 0.9 | .6  | .5  | 8.7  |
| 2016–17   | Басконія         | ACB          | 31 | 22.1 | .541 | .324 | .694 | 4.8 | 1.3 | 1.0 | .7  | 10.5 |